# Рассошка (Брянская область)
Рассо́шка (Рассошки, в старину — Росошки и др.) — деревня в Брасовском районе Брянской области, в составе Сныткинского сельского поселения. Расположена в 3,5 км к востоку от села Брасово, примыкает с юга к деревне Сныткино. Население — 28 человек (2010).
В 4 км к югу от деревни находится одноимённый остановочный пункт (пост, ранее — разъезд) на железнодорожной линии Брянск—Льгов, при котором до 1978 года также существовал одноимённый населённый пункт.

## История
Деревня Рассошка упоминается с первой половины XVII века в составе Брасовского стана Комарицкой волости; первоначально располагалась значительно севернее, в 2 км к юго-востоку от села Клинское (позднее здесь возник посёлок Екатериновка). С 1741 года — владение Апраксиных.
В 1778—1782 гг. входила в Луганский уезд, затем до 1929 в Севском уезде (с 1861 года — в составе Апраксинской (Брасовской) волости).
С 1929 года в Брасовском районе; до 2005 года — в Сныткинском сельсовете.
| Годы      | 1858 | 1866 | 1894 | 1926 | 1979 | 1989 | 2002 |
| --------- | ---- | ---- | ---- | ---- | ---- | ---- | ---- |
| Население | 152  | 192  | 380  | 661  | 246  | 127  | 49   |

## Население
| 2010 | 2013 |
| ---- | ---- |
| 23   | ↘20  |